# Eurocopa de Showbol
A Eurocopa de Showbol é um torneio de showbol, que é de países da Europa. A 1ª edição foi em 2008.